# Neyruz-sur-Moudon
Pour les articles homonymes, voir Neyruz et Moudon (homonymie).
Neyruz-sur-Moudon est une localité et une ancienne commune suisse du canton de Vaud. Citée dès 1147, elle fait partie du district de Moudon entre 1798 et 2007, puis du district du Gros-de-Vaud depuis 2008. Elle fait partie de la commune de Montanaire depuis le 1er janvier 2013. La localité se situe dans la région du Gros-de-Vaud, entre la Mentue et la vallée de la Broye.

## Histoire

Vue aérienne (1964)

Neyruz-sur-Moudon a donné son nom à un type de hache caractéristique du bronze ancien. Cinq d'entre elles sont découvertes en 1895. Le village est connu en 1147 sous les noms de Noeruls et Nuruls. Le prieuré Saint-Maire de Lausanne en possède les biens et une chapelle Saint-Antoine dès 1177. L'église actuelle est construite en 1765 et restaurée entre 1950 et 1951. Le village fait partie du bailliage de Moudon à l'époque bernoise, de 1536 à 1798, puis du district de Moudon dès la révolution vaudoise, de 1798 à 2007, et du district du Gros-de-Vaud depuis 2008. L'école date de 1795.
La commune fusionne, le 1er janvier 2013, avec celles de Chaneaz, Chapelle-sur-Moudon, Correvon, Denezy, Martherenges, Peyres-Possens, Saint-Cierges et Thierrens pour former la nouvelle commune de Montanaire.

### Héraldique
| Armes de Neyruz-sur-Moudon | Les armes de la commune Neyruz-sur-Moudon se blasonnaient ainsi : Parti d'argent et de gueules, à deux écureuils affrontés de l'un en l'autre. |

## Géographie
Jusqu'à sa dissolution, la commune faisait partie du district de Moudon. Depuis le 1er janvier 2008, elle fait partie du nouveau district du Gros-de-Vaud. Elle avait des frontières communes avec Denezy, Villars-le-Comte, Lucens, Bussy-sur-Moudon, Moudon, Saint-Cierges et Thierrens.
La localité se trouve dans la région du Gros-de-Vaud, sur le plateau entre la Mentue et la vallée de la Broye. La frontière orientale de l'ancienne commune longe la Cerjaule ; à l'ouest, la commune s'étendait sur les plateaux du Champ de la Croix et des Esserts où se trouvait le point culminant de la commune avec 802 mètres d'altitude. Au nord-ouest, la frontière était marquée par la forêt du Praduit et par le cours de la Lembe.
Outre le village de Neyruz, la commune comptait également plusieurs exploitations agricoles dispersées.

## Démographie
Selon l'Office fédéral de la statistique, Neyruz-sur-Moudon possède 132 habitants en 2022. Sa densité de population atteint 38 hab./km².
En 2000, la population de Neyruz-sur-Moudon est composée de 60 hommes (50,8 %) et 58 femmes (49,2 %). La langue la plus parlée est le français, avec 115 personnes (97,5 %). La deuxième langue est l'allemand (2 ou 1,7 %). Il y a 110 personnes suisses (93,2 %) et 8 personnes étrangères (6,8 %). Sur le plan religieux, la communauté protestante est la plus importante avec 88 personnes (74,6 %), suivie des catholiques (12 ou 10,2 %). 10 personnes (8,5 %) n'ont aucune appartenance religieuse.
La population de Neyruz-sur-Moudon est de 251 personnes en 1850. Elle descend à 199 personnes en 1888, puis monte à 262 personnes en 1910. Le nombre d'habitants baisse jusqu'à 113 en 1970, puis remonte légèrement jusqu'à 129 en 2010. Le graphique suivant résume l'évolution de la population de Neyruz-sur-Moudon entre 1850 et 2010 :

## Politique
Lors des élections fédérales suisses de 2011, la commune a voté à 45,78 % pour l'Union démocratique du centre. Les deux partis suivants furent les Verts avec 13,50 % des suffrages et le Parti socialiste suisse avec 12,71 %.
Lors des élections cantonales au Grand Conseil de mars 2011, les habitants de la commune ont voté pour le Parti libéral-radical à 33,13 %, l'Union démocratique du centre à 28,94 %, le Parti socialiste à 14,97 %, les Verts à 13,57 % et l'Alliance du centre à 9,38 %.
Sur le plan communal, Neyruz-sur-Moudon était dirigé par une municipalité formée de 5 membres et dirigée par un syndic pour l'exécutif et un Conseil général dirigé par un président et secondé par un secrétaire pour le législatif.

## Économie
Jusqu'au milieu du XXe siècle, l'économie locale était principalement tournée vers l'agriculture, l'arboriculture fruitière et l'élevage qui représentent encore une part importante des emplois locaux de nos jours. La commune s'est cependant développée ces dernières décennies avec la création de zones résidentielles occupées par des personnes travaillant dans les villes voisines ; cette transformation s'est complétée par la création de petites entreprises locales et de services.

## Transports
Au niveau des transports en commun, Neyruz-sur-Moudon fait partie de la communauté tarifaire vaudoise Mobilis. Le bus CarPostal faisant le parcours Yverdon-les-Bains-Thierrens-Moudon s'arrête dans le village. Il est également desservi par les bus sur appel Publicar, qui sont aussi un service de CarPostal.

## Sources
- (de) Cet article est partiellement ou en totalité issu de l’article de Wikipédia en allemand intitulé « Neyruz-sur-Moudon » (voir la liste des auteurs).